# Deutsche Rallycross Meisterschaft
Die Deutsche Rallycross Meisterschaft (kurz: DRX) ist eine seit 1990 in Deutschland ausgetragene Rennserie. Sie wird vom Deutschen Motor Sport Bund ausgeschrieben. Promotet wird die Serie seit 2023 von der Firma Rallycross National Promoter & Events.
Die Rennserie wurde 1985 in Leben gerufen und löste den vorherigen inoffiziellen „Estering-Pokal“ ab, der von 1978 bis 1984 von den deutschen Rallycross-Veranstaltern ausgeschrieben wurde. Anfänglich noch unter dem Namen Deutsche Rallycross-Trophäe ausgetragen erhielt sie ab 1987 von der ONS den Namen Deutsche Automobil-Rallycross Trophäe.
Im Jahr 1990 wurde die Pokalserie zu einer Meisterschaft aufgewertet und wird seitdem als Deutsche Rallycross-Meisterschaft ausgetragen.

## Divisionen
Über viele Jahre hinweg wurde die Meisterschaft in mehreren Divisionen ausgetragen, es wurde aber nur ein Gesamtmeister gekürt.
So sah beispielsweise 1991 die Klassenstruktur wie folgt aus:
- Division 1: Gruppe A ohne Allrad
- Division 2a: Gruppe B und A mit Allrad bis 2000 cm³ Hubraum
- Division 2b: Gruppe B und A mit Allrad über 2000 cm³ Hubraum

Nachdem bis 2001 nur ein Meistertitel über alle Divisionen hinweg vergeben wurde, wurde ab 2002 ein Titel für Tourenwagen (Division 1) und für die Produktionswagen (Division 4 und 5) vergeben.
Die Divisionen strukturierten sich 2002 wie folgt.
- Division 1: Gruppe A und DA; Gruppe H mit Allrad und/oder Aufladung
- Division 4: Gruppe N und DN; Gruppe H ohne Allrad und Aufladung
- Division 5: Gruppe N bis 1400 cm³

Ab 2023 wurde die Klassenstruktur erweitert und umbenannt. Erstmals durften Crosskarts auch an der Meisterschaft teilnehmen.
- DRX1: Gruppe H plus mit Allrad
- DRX2: Gruppe H plus mit Zweiradantrieb
- DRX3: Gruppe H plus mit Vorderradantrieb bis 1600 cm³ Hubraum
- DRX4: Gruppe H plus mit Zweiradantrieb bis 2000 cm³ Hubraum
- DRXN1: Serienfahrzeuge mit Zweiradantrieb bis 2000 cm³ Hubraum
- DRXN2: Serienfahrzeuge mit Zweiradantrieb bis 1800 cm³ Hubraum
- DRXC1/DRXC2: FIA Crosskart XC bzw. XC Junior

## Strecken
Die Meisterschaft wird auf Rallycross-Strecken in Deutschland und im nahen Ausland ausgetragen. Die Strecken sind in der Regel etwa einen Kilometer lang und haben eine Mischung aus Asphalt/Beton und losem Untergrund als Fahrbahnbelag.
2020 wurde die Saison aufgrund der weltweiten COVID-19-Pandemie abgesagt.
| Strecke            | Summe | 2025 | 24 | 23 | 22 | 21 | 20  | 19 | 18  | 17 | 16 | 15 | 14 | 13 | 12 | 11 | 10 | 09 | 08 | 07 | 06 | 05 | 04 | 03 | 02 | 01 | 2000 | 1999 | 1998 | 1997 |
| ------------------ | ----- | ---- | -- | -- | -- | -- | --- | -- | --- | -- | -- | -- | -- | -- | -- | -- | -- | -- | -- | -- | -- | -- | -- | -- | -- | -- | ---- | ---- | ---- | ---- |
| Estering           | 55    | 2    | 2  | 2  | 3  | 2  | (0) | -  | 1   | 1  | 1  | 1  | 1  | 1  | 2  | 2  | 2  | 2  | 2  | 3  | 3  | 3  | 3  | 3  | 3  | 3  | 2    | 2    | 2    | 1    |
| Gründautalring     | 36    | 2    | 2  | 2  | 2  | 1  | (0) | 1  | 1   | 1  | 1  | 1  | 1  | 1  | 1  | 1  | 1  | 2  | 2  | 1  | 2  | 1  | 1  | 1  | 2  | 1  | 1    | 1    | 1    | 1    |
| Ewald-Pauli-Ring   | 24    | 2    | 2  | 2  | 2  | 2  | (0) | 1  | 1   | 1  | 1  | 1  | 1  | 1  | 2  | 2  | 2  | -  | -  | -  | -  | -  | -  | -  | -  | -  | -    | -    | -    | -    |
| Duivelsbergcircuit | 10    | 1    | -  | -  | -  | -  | -   | 1  | -   | 1  | 1  | 1  | 1  | 1  | 1  | 1  | 1  | -  | -  | -  | -  | -  | -  | -  | -  | -  | -    | -    | -    | -    |
| Valkenswaard       | 9     | 2    | 2  | 1  | 1  | 1  | -   | 1  | 1   | -  | -  | -  | -  | -  | -  | -  | -  | -  | -  | -  | -  | -  | -  | -  | -  | -  | -    | -    | -    | -    |
| Nysumbanen         | 8     | -    | -  | -  | -  | -  | -   | -  | -   | -  | -  | -  | -  | -  | -  | -  | -  | 1  | 1  | 1  | 1  | 1  | 1  | 1  | 1  | -  | -    | -    | -    | -    |
| Auering            | 8     | -    | -  | -  | -  | -  | -   | -  | -   | -  | -  | -  | -  | -  | -  | -  | -  | -  | -  | -  | -  | -  | -  | -  | -  | 1  | 2    | 2    | 2    | 1    |
| Oschersleben       | 6     | -    | -  | -  | -  | -  | (0) | 1  | 1   | -  | -  | -  | -  | -  | -  | -  | 1  | 1  | 1  | 1  | -  | -  | -  | -  | -  | -  | -    | -    | -    | -    |
| Groß Dölln         | 5     | -    | -  | -  | -  | -  | -   | -  | -   | -  | -  | -  | 1  | 2  | 2  | -  | -  | -  | -  | -  | -  | -  | -  | -  | -  | -  | -    | -    | -    | -    |
| Nisseringen        | 5     | -    | -  | -  | -  | -  | -   | -  | -   | -  | -  | -  | -  | -  | -  | -  | -  | -  | -  | -  | -  | -  | -  | -  | -  | 1  | 1    | 1    | 1    | 1    |
| Lausitzring        | 4     | -    | -  | -  | -  | -  | -   | -  | 1   | 1  | 1  | 1  | -  | -  | -  | -  | -  | -  | -  | -  | -  | -  | -  | -  | -  | -  | -    | -    | -    | -    |
| Matschenberg       | 3     | -    | -  | -  | -  | -  | -   | -  | -   | -  | -  | -  | -  | -  | -  | -  | -  | -  | -  | -  | -  | 1  | 1  | 1  | -  | -  | -    | -    | -    | -    |
| Nürburgring        | 2     | -    | -  | -  | -  | -  | -   | -  | -   | -  | -  | -  | -  | -  | -  | -  | -  | -  | -  | -  | -  | -  | -  | -  | -  | -  | -    | -    | 1    | 1    |
| Fuglau             | 1     | -    | -  | 1  | -  | -  | -   | -  | -   | -  | -  | -  | -  | -  | -  | -  | -  | -  | -  | -  | -  | -  | -  | -  | -  | -  | -    | -    | -    | -    |
| Glossocircuit      | 1     | -    | -  | -  | 1  | -  | -   | -  | (0) | -  | -  | -  | -  | -  | -  | -  | -  | -  | -  | -  | -  | -  | -  | -  | -  | -  | -    | -    | -    | -    |

## Meister der deutschen Rallycross Meisterschaft
| Jahr | Meister (DRX1 - 4)                | DMSB-Meister (DRX2 - 4)        | DMSB-Cup (DRXN1/DRNX2)               | DMSB-Pokal XC Senior (DRXC1) | DMSB-Pokal XC Junior (DRXC2) |
| ---- | --------------------------------- | ------------------------------ | ------------------------------------ | ---------------------------- | ---------------------------- |
| 2023 | Dietmar Brandt (Audi S3)          |                                | Philipp Peine / Dominik Drange       |                              |                              |
| Jahr | Meister (Supercars/Super 1600)    | DMSB-Meister (SuperNational)   | DMSB-Pokal (Produktionswagen/Rookie) |                              |                              |
| 2022 | Michael Grünwald (Subaru Impreza) | Jelle Blockx (Volvo 240)       | Andreas Huhn (Honda Civic)           | -                            | -                            |
| 2021 | Dietmar Brandt (VW Golf R)        | Bastian Sichelschmidt (BMW M3) | Andreas Huhn (Honda Civic)           | -                            | -                            |

| Jahr | Meister                                                               | DMSB-Meister                            | DMSB-Rallycross-Pokal               |
| ---- | --------------------------------------------------------------------- | --------------------------------------- | ----------------------------------- |
| 2019 | Dietmar Brandt (Škoda Fabia T16)                                      | -                                       | Dietmar Brandt (VW Golf 6 R)        |
| 2018 | Jens Barkhoff (VW Polo 9N3)                                           | -                                       | Dietmar Brandt (VW Golf 6 R)        |
| 2017 | Marco Wittkowski (VW Golf 4)                                          | -                                       | Florian Umland (Citroën AX GTI)     |
| 2016 | Matthias Meyer (Škoda Fabia T16)                                      | -                                       | Dietmar Brandt (Audi S4)            |
| 2015 | Bernd Schomaker (Škoda Fabia T16)                                     | -                                       | Philipp Weidinger (VW Polo 6N)      |
| Jahr | Meister international                                                 | Meister national                        | DMSB-Rallycross-Pokal               |
| 2014 | Ulrich Riese (Audi S4 4x4)                                            | Bartolomiej Ruszcynski (Alfa Romeo 156) | Phillip Leipold (Mercedes-Benz 190) |
| 2013 | Andreas Schrader (VW Polo 6N2)                                        | Silva Winterhoff (Volvo 544 PV)         | Jannik Riese (VW Polo 6N)           |
| Jahr | Tourenwagen                                                           | Produktionswagen                        |                                     |
| 2012 | Andreas Steffen (Škoda Fabia MK2)                                     | Hans Kirchhof (Porsche 911 GT3)         | Björn Barkhoff (VW Polo 9N3)        |
| 2011 | René Münnich (Škoda Fabia MK2 T16 4×4) Rolf Volland (Škoda Fabia MK2) | Hans Kirchhof (Porsche 911 GT3)         | Björn Barkhoff (VW Polo 9N3)        |
| 2010 | Willy Salzgeber (Ford Focus MK1 T16 4×4)                              | René Münnich (Škoda Fabia MK1)          | Ralf Golz (Citroën AX GTI)          |
| 2009 | René Münnich (Škoda Fabia MK2 T16 4×4)                                | Rolf Volland (Škoda Fabia MK2)          | Ralf Golz (Citroën AX GTI)          |
| 2008 | Jörg Jockel (Ford Focus MK2 T16 4×4)                                  | Rolf Volland (Škoda Fabia MK2)          | Philip Schwarz (Citroën AX GTI)     |
| 2007 | Rolf Volland (Škoda Fabia MK1 T16 4×4)                                | René Münnich (VW Polo GTI)              | -                                   |
| 2006 | Rolf Volland (Škoda Fabia MK1 T16 4×4)                                | Gerhard Völzer (Opel Kadett C Coupé)    | -                                   |
| 2005 | Rolf Volland (Škoda Fabia MK1 T16 4×4)                                | Gerhard Völzer (Opel Kadett C Coupé)    | -                                   |
| 2004 | Jörg Jockel (Mitsubishi Lancer Evo 6)                                 | Rolf Volland (VW Polo 1600)             | -                                   |
| 2003 | Rolf Volland (VW Golf 3 GTI T16 4×4)                                  | Gerhard Völzer (Opel Kadett C Coupé)    | -                                   |
| 2002 | Rolf Volland (VW Golf 3 GTI 16V 4×4)                                  | Uwe Broda (VW Golf 2 GTI 16V)           | -                                   |

| Jahr | Fahrer          | Fahrzeug                   |
| ---- | --------------- | -------------------------- |
| 2001 | Rolf Volland    | VW Golf GTI 16V Turbo 4×4  |
| 2000 | Rolf Volland    | VW Golf GTI 16V Turbo 4×4  |
| 1999 | Rolf Volland    | VW Golf GTI 16V Turbo 4×4  |
| 1998 | Sven Seeliger   | Citroën AX GTi             |
| 1997 | Jan Becker      | Nissan Sunny GTI-R         |
| 1996 | Rolf Volland    | Audi Coupé S2              |
| 1995 | Frank Bartelsen | VW Golf GTI 16V 2.0 syncro |
| 1994 | Peter Steinmaßl | BMW M3 4×4                 |
| 1993 | Hans Kirchhof   | Ford Escort RS Cosworth    |
| 1992 | Bernd Leinemann | Ford Sierra Cosworth 4×4   |
| 1991 | Peter Steinmaßl | BMW M3                     |
| 1990 | Hans Kirchhof   | Ford Escort Mk3 BDA 4×4    |

## Meister der deutschen Rallycross-Trophäe
| Jahr | Fahrer            | Fahrzeug              |
| ---- | ----------------- | --------------------- |
| 1989 | Sepp Gröbner      | Audi 80 quattro 16V   |
| 1988 | Sepp Gröbner      | Audi 80 quattro 16V   |
| und  | Adolf Heinz       | Audi quattro A2 20V   |
| 1987 | Hans Kirchhof     | Porsche 911 SC        |
| 1986 | Adolf Heinz       | Porsche 911 SC        |
| 1985 | Wolfgang Schräder | Nissan Cherry 1.6 RWD |